# アイ (マルヌ県)
アイ (Aÿ）は、マルヌ県にある旧コミューンであり、フランスの北東に位置する。2016年1月1日、合併によりアイ＝シャンパーニュ（Aÿ-Champagne）となった。

## ワイン
アイは、ワインの生産地として有名である。主にシャンパンを生産しており、多くの名家が付近でブドウ園を所有している。

## 姉妹都市
- ベジグハイム, ドイツ
- ニュートン・アボット, イングランド
- カレニョン, ベルギー
- シナルンガ, イタリア

## 人物
- ルネ・ラリック (1860-1945)
- ルシアン・バーランド